# 溪州公園

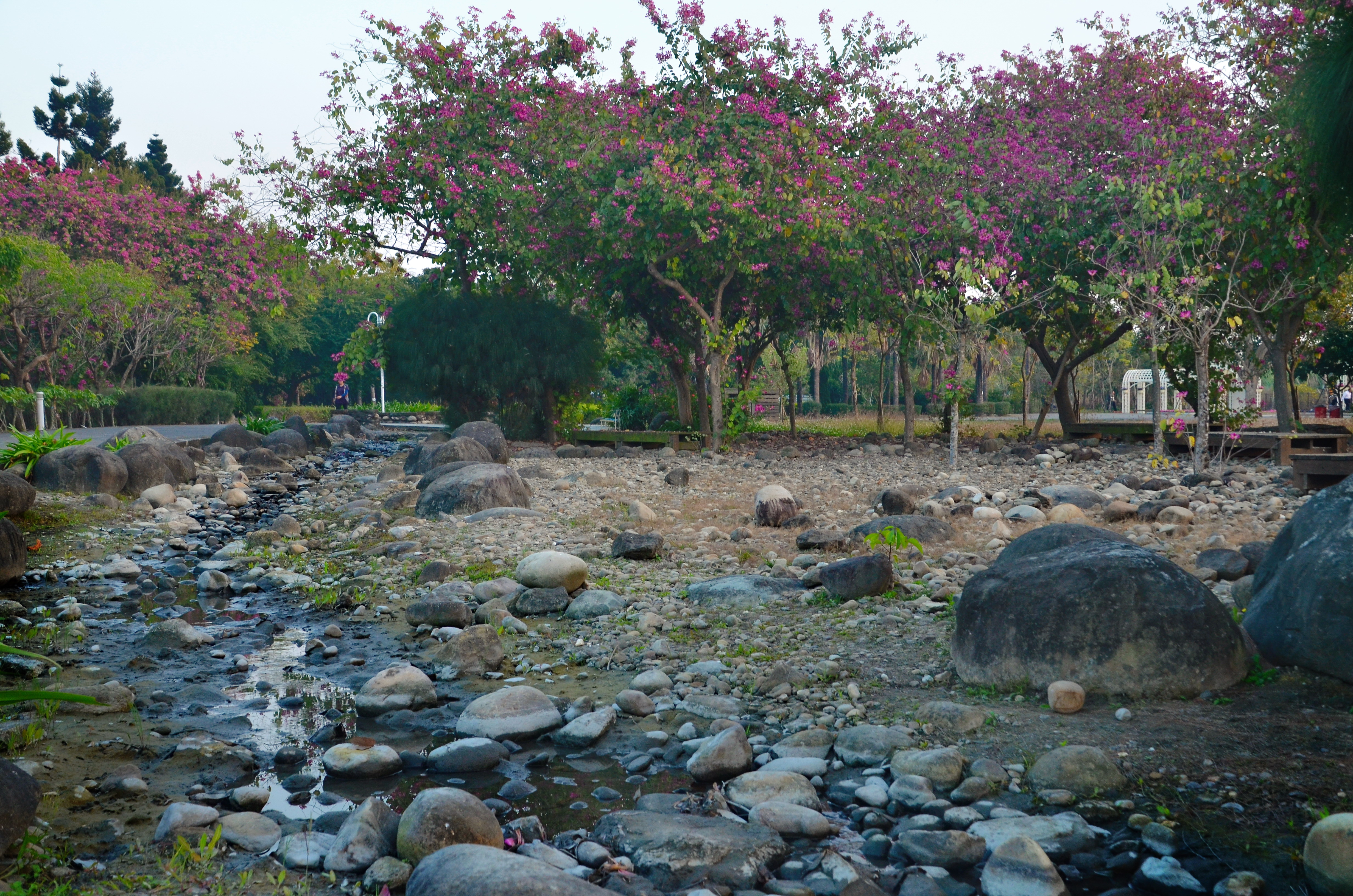

溪州公園，位於臺灣彰化縣溪州鄉，2014年再結合平地森林區、苗木生產專區擴大至123公頃後改稱，比起台北大安森林公園還大上4.7倍，台中中央公園大1.8倍，為全台最大平地公園。

## 歷史
溪州公園前身為「花博公園」，最早是2004年1月為舉辦彰化花卉博覽會所打造的大型花卉園區，當時佔地面積達二十一公頃。2006年縣長卓伯源依所在鄉鎮更名為「溪州公園」，2013年卓伯源前往澳洲考察當地的「費茲洛公園」，希望打造一個媲美澳洲墨爾本市的費茲洛公園，返台逕自將溪州公園改稱費茲洛公園，並於2014年元旦正式掛牌。因諧音而被民眾謔稱為「肥豬肉」的溪州費茲洛公園，屢遭民眾抨擊與當地毫無淵源。同年縣長選舉後，彰化縣政黨輪替，於翌年4月恢復原名溪州公園，年底正式掛牌改名。

## 分區
分成三大景區
- 公園區
- 苗木區
- 森林區

## 活動舉辦
- 花在彰化-每年春節至元宵間舉辦

## 外部連結
- 2024花在彰化 （页面存档备份，存于）
- 彰化溪州公園 - 彰化旅遊資訊網 （页面存档备份，存于）